# Дорохов, Виктор Александрович
Виктор Александрович Дорохов (род. 26 июля 1939, Ужур) — советский и российский учёный-правовед, кандидат юридических наук, доцент, специалист в области уголовного права и криминологии. Начальник Саратовских высших курсов МВД СССР (1985—1988), начальник Высшей следственной школы МВД СССР (1988—1991), генерал майор милиции.

## Биография
Виктор Александрович Дорохов родился 26 июля 1939 года в городе Ужур Красноярского края.
- 1958 год — 1961 год — служба в вооруженных силах СССР.
- 1961 год — 1962 год — наладчик на Заводе транспортного машиностроения (г. Барнаул).
- 1962 год — 1964 год — учёба в Омской специальной средней школе милиции.
- 1964 год — 1968 год — учёба на вечернем юридическом факультете в г. Барнул Томского государственного университета имени В. В. Куйбышева.
- 1964 год — 1967 год — оперуполномоченный БХСС.
- 1968 год — 1975 — следователь по линии БХСС.
- 1975 год — 1977 год — старший преподаватель цикла криминалистики Барнаульской школы по подготовке начальствующего состава МВД СССР.
- 1977 год — 1979 год — адъюнкт очной адъюнктуры Всесоюзного научно-исследовательского института МВД СССР в г. Москве.
- 1979 год — защита диссертации на соискание учёной степени кандидата юридических наук на тему «Административный надзор за лицами, освобожденными из мест лишения свободы, и участие исправительно-трудовых учреждений в его установлении».
- 1980 год — 1983 год — начальник УВД Красноводской области Туркменской ССР.
- 1983 год — 1985 год — начальник Новочеркасской школы усовершенствования начальствующего состава милиции МВД СССР.
- 1985 год — 1988 год — начальник Саратовских высших курсов МВД СССР.
- 1988 год — 1991 год — начальник Высшей следственной школы МВД СССР.
- С 1991 года — генерал-майор милиции в отставке.
- С 1996 года — руководитель Центра по защите информации от утечки по техническим каналам Волгоградского специального центра государственной технической комиссии при Президенте России.
- С 2002 года — директор Института переподготовки и повышения квалификации руководящих работников и специалистов при ВолГТУ.

В настоящее время проживает в городе Волгограде.

## Избранные публикации
- Дорохов В. А. Административный надзор за лицами, освобожденными из мест лишения свободы, и участие исправительно-трудовых учреждений в его установлении. Дисс. … канд. юрид. наук.. — М., 1979.
- Дорохов В. А. К вопросу о совершенствовании административного надзора за лицами, освобожденными из мест лишения свободы // Вопросы совершенствования деятельности органов внутренних дел. Тезисы выступлений научно-практической конференции во ВНИИ МВД СССР : сборник. — 1978. — С. 116—118.
- Дорохов В. А. Особенности подготовки к освобождению осужденных, в отношении которых может быть установлен административный надзор // Труды Всесоюзного научно-исследовательского института МВД СССР : сборник. — 1978. — № 40. — С. 106—110.
- Дорохов В. А. Подготовка следователя органов внутренних дел в условиях перестройки // Проблемы демократизации предварительного следствия : сборник. — 1989. — С. 4—11.
- Дорохов В. А. Установление административного надзора исправительно-трудовыми учреждениями и пути повышения его эффективности // Проблемы юридической ответственности и исполнения уголовных наказаний : сборник. — 1985. — С. 107—114.